# Taksehepu
Taksehepu, jedna od brojnih bandi Čopaniš Indijanaca, porodica shahaptian, koji su nekada  (u ranom 19. stoljeću), prema Spindenu (1908), živjeli na sjevernoj strani rijeke Clearwater u mjestu Agatha, i već je dugo vremena bilo nenaseljeno. Agatha se nalazila nekoliko milja od Big Eddyja. 